# Tethystola unifasciata
Tethystola unifasciata är en skalbaggsart som beskrevs av Maria Helena M. Galileo och Martins 2001. Tethystola unifasciata ingår i släktet Tethystola och familjen långhorningar. Inga underarter finns listade i Catalogue of Life.